# Calcinação
A calcinação (lat. calx, calcinatio para o processo de se queimar substâncias variadas) é a reação química de decomposição térmica, usada para transformar o calcário (CaCO3) em cal virgem (CaO), liberando gás carbônico (CO2). e outras reações análogas, nas quais esta transformação com remoção de gás está envolvida.
Também é o nome dado ao processo realizado na fabricação de gesso, ou qualquer processo no qual a água (também chamada de água de cristalização) é removida de sais hidratados (por exemplo "soda calcinada"), bem como na fabricação de porcelana, na qual a água ligada as moléculas é liberada, durante o processo de sinterização.
Na prática, o conceito calcinação é empregado de maneira ampla e descreve o tratamento térmico aplicado a quaisquer substâncias sólidas (por exemplo minérios) visando os seguintes objetivos:
- a remoção de uma fase volátil quimicamente ligada a um determinado sólido;[4]
- a decomposição térmica (de uma ligação química);
- a produção de um óxido (quimicamente semelhante ao cal);
- a mudança de uma estrutura em substâncias cristalinas.

A calcinação possui extrema importância industrial, por exemplo, na fabricação de cimento e na produção de óxido de alumínio (corundum).

## Química inorgânica

### Definição
A calcinação é um processo de decomposição química vigorosamente endotérmico, não reversível (ou de reação inversa extremamente lenta), podendo envolver a corrosão (oxidação) e mudança de cor do material, e sendo assim, não é a mesma coisa que a simples evaporação de água e gases aprisionados em substâncias sólidas. Também não é o mesmo que ustulação. Esta, por sua vez, envolve reações complexas entre os sólidos, gases e gases atmosféricos.
O processo de calcinação consiste em submeter o material em questão a temperaturas elevadas (geralmente abaixo do ponto de fusão), podendo ser necessária a abstenção de ar atmosférico. Os principais propósitos da calcinação são:

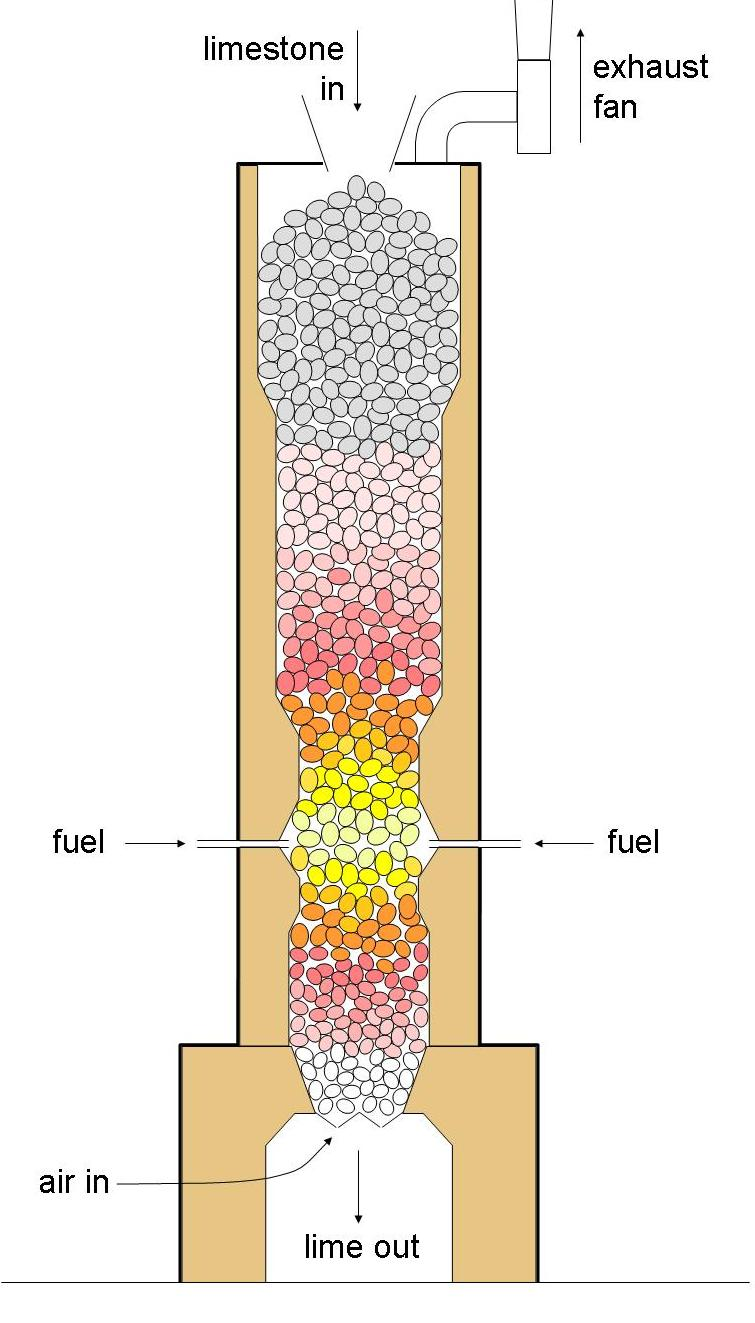
Exemplo de um forno de calcinação de pedra calcária.

1. expulsar a água cristalizada em hidratos (também chamada de água de cristalização);[4]
2. volatilizar gases ligados em moléculas (por exemplo formar o óxido sulfúrico contido em sulfatos (SO42-) sólidos);
3. promover a transição de fase cristalina de uma substância polimórfica.

### Exemplos
Exemplos do processo de calcinação:
- decomposição térmica de carbonatos
  (MgCO3(s) → MgO + CO2(g))
- decomposição de hidratos em minerais
  (Na2CO3 • 10·H2O → Na2CO3 + 10·H2O(g))
  (Al2O3 • 3·H2O → Al2O3 + 3·H2O(g))
- decomposição e separação de material volátil na produção de carvão coque
  (CCoque(bruto) → CCoque + x·HnCm(g) + y·CO2(g) + z·H2O(g))
- tratamento térmico do dióxido de titânio na conversão de anatase para rutilo
  ( anatase-TiO2 → rutilo-TiO2 )
- remoção de cátion de amônio durante a síntese de zeólitos resistentes a ácidos
  (NR4Nax[(AlO2)x(SiO2)y]•z·H2O → Nax[(AlO2)x-1(SiO2)y])

### Indústria metalúrgica &Análise química
Na indústria o processo de calcinação se dá em fornos aquecidos por óleo (fornos calcinadores), como na produção de cimento e na indústria extrativa de metais.
O processo pirometalúrgico de eliminação de substâncias voláteis (água e gases) combinadas quimicamente com o minério ocorre a partir de 560 °C uma vez que quanto maior for sua temperatura maior será sua pré-redução e maior será a formação de anel de colagem dentro do forno calcinador.
Esse sistema é usado também em análises químicas de substâncias complexas ou na quantificação de metais, pois a maior parte dos óxidos metálicos se mantém estável nessa temperatura. Na forma de óxidos, a amostra pode ser analisada com o uso de outras técnicas, principalmente volumétricas e instrumentais.

## Histórico
O processo de obtenção de cal (óxido de cálcio) através da calcinação já era conhecido na Roma Antiga. A cal por sua vez foi usada, por exemplo, na construção da muralha do Limes rético.
Já na Alquimia a calcinação era usada na obtenção da chamada Pedra Filosofal. Neste processo, o termo "calcinatio" descrevera a pulverização, assim como, a desidratação dos materiais. Na Alquimia Espagírica entende-se a calcinação como sendo a incineração ou redução de plantas medicinais ressecadas a cinzas.